# Лампе, Фредерик Адольф
Фредерик Адольф Лампе (нем. Friedrich Adolf Lampe; 18 или 19 февраля 1683 — 8 декабря 1729, Бремен) — реформатский богослов, отчасти сторонник тенденций Лабади.
Был профессором в Утрехте, составил реформатский катехизис, курс реформатского догматического богословия, толкование на Евангелие от Иоанна и др., а также несколько исторических сочинений.